# Eupithecia obrutaria
Eupithecia obrutaria är en fjärilsart som beskrevs av Herrich-Schäffer 1846. Eupithecia obrutaria ingår i släktet Eupithecia och familjen mätare. Inga underarter finns listade i Catalogue of Life.